# Čebovce
Čebovce és un poble i municipi d'Eslovàquia. Es troba a la regió de Banská Bystrica.

## Història
La primera menció escrita de la vila es remunta al 1330.

## Demografia
| Godina             | 1994 | 2004   | 2014   | 2024   |
| ------------------ | ---- | ------ | ------ | ------ |
| Nombre de persones | 1079 | 1029   | 1072   | 1009   |
| Diferència         |      | −4,63% | +4,17% | −5,87% |

| Godina             | 2023 | 2024   |
| ------------------ | ---- | ------ |
| Nombre de persones | 1013 | 1009   |
| Diferència         |      | −0,39% |